# Курдюк

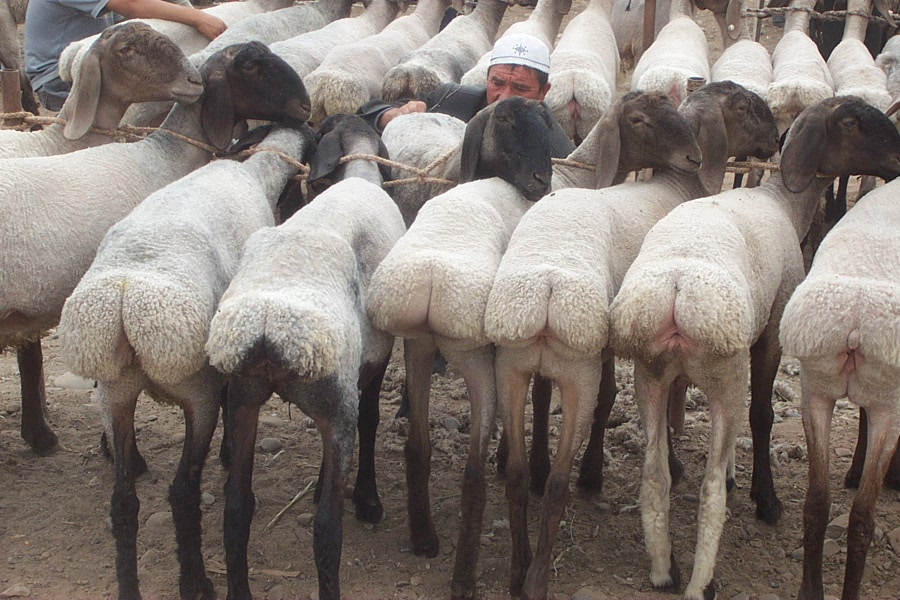
Курдючні вівці

Курдюк — жирові відкладення у вигляді великих наростів на корені хвоста курдючних овець. Досягає ваги 20 кг. Курдючне сало має високі харчові якості.
Назва походить від прото-тюркського слова kudruk, що означає хвіст.

## Використання
Уживається як лайливе слово. — Ти куди прешся, баранячий курдюк? — закричав він та накинувся на Тимка (Григорій Тютюнник, Вир, 1964, 364).
Курдюк використовують в кухнях Кавказу, Азії, Близького Сходу. Страви виходять жирними, але дуже соковитими і мають приємний ніжний смак. Існують рецепти засолення курдюка, а також — в'яленого курдюка, курдюка в прянощах, копченого курдюка, смаженого з медом та інших. 
Курдюк — важливий компонент турецької страви Адана кебаб.

## Галерея

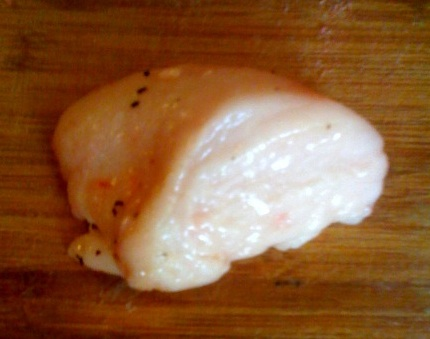
Шматок курдюка
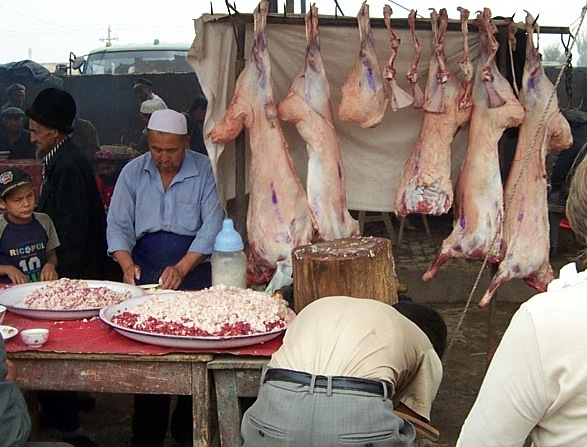
Туші курдючних овець